# Militärverbot
Als Militärverbot wurde im Deutschen Kaiserreich eine Regelung bezeichnet, die es Angehörigen des Militärs verbot, in bestimmte Lokale einzukehren. In der Praxis waren vorwiegend sozialdemokratisch geprägte Arbeiterkneipen betroffen.
Offiziell begründet wurde das Verbot mit sittlichen und moralischen Bedenken. Die Soldaten sollten einerseits vor im Sinne der Politik des Kaiserreichs negativen Einflüssen geschützt werden, andererseits sollte man keine Uniformen in nicht genehmen Lokalitäten sehen. Im Alltag wurde das Militärverbot allerdings zu einem Kampfmittel gegen die erstarkende Sozialdemokratie. Die Industriestädte verfügten in der Zeit des Kaiserreichs über ein enges Netz an Kneipen, die den Arbeitern als "verlängertes Wohnzimmer" und Fluchtpunkt aus ihren in der Regel zu kleinen und schlecht ausgestatteten Wohnungen dienten. In diesen Kneipen lagen nicht nur sozialdemokratische Zeitungen aus, es fanden auch politische Gespräche statt, deren Inhalte in scharfer Opposition zum autoritären Kaiserreich standen. Zudem dienten Kneipen und deren Nebenzimmer als Versammlungsorte für Sitzungen der SPD. Durch das Militärverbot versuchte der Staat somit, Soldaten aus dem Umfeld der Sozialdemokraten fernzuhalten. Militärangehörige, die gegen das Verbot verstießen, mussten Militärstrafen erdulden. Das Militärverbot stellte damit eines der Mittel zur Verfolgung und Kriminalisierung der Arbeiterbewegung im Kaiserreich dar. 
In den Jahren des 20. Jahrhunderts vor dem Ersten Weltkrieg wurde das Kneipenverbot zunehmend gelockert. Immer mehr Wirte protestierten gegen das Verbot, das ihnen erhebliche wirtschaftliche Einbußen bescherte. In einer Zeit der langsamen Akzeptanz der Sozialdemokratie durch die staatlichen Behörden – die aber im Vergleich hinter dem Umgang westeuropäischer Demokratien mit ihren sozialistischen Parteien weit zurückblieb – hatten solche Beschwerden immer mehr Erfolg. Hatte 1901 die Auslage des Vorwärts in einer Berliner Kneipe noch für ein Verbot gereicht, musste sich 1910 der Polizeipräsident von Hamburg gegen Vorwürfe wehren, er hätte einen Militärboykott verhängt. Die Hamburger Polizeibehörde setzte sich daraufhin für eine Lockerung vieler Verbote ein. In Berlin wurde beispielsweise schon 1908 verfügt, Kneipen aus den Verbotslisten zu streichen, wenn sie nicht in unmittelbarer Nähe zu Kasernen liegen. In Sachsen sollte ein Verbot nur an jenen Tagen verhängt werden, an denen in den Lokalen SPD-Sitzungen stattfinden.
Mit dem Verbot war auch die Überwachung der Wirte der betroffenen Lokale durch die jeweiligen Polizeibehörden verbunden.